# Nacionalismo palestino
O nacionalismo palestino (português brasileiro) ou nacionalismo palestiniano (português europeu) é o movimento nacional do povo palestino que expõe autodeterminação e soberania sobre a região da Palestina. Originalmente formado no século XX para se opor ao sionismo, o nacionalismo palestino posteriormente se  internacionalizou e se apegou em outras ideologias.Portanto, ele nega a ocupação dos territórios palestinos pelo governo de Israel desde 1967.

Bandeira palestina, usada em movimentos nacionais e protestos internacionais.

## Símbolos nacionalistas

Símbolo da organização

A Organização para a Libertação da Palestina (OLP), é uma organização política e  paramilitar fundada em 1964. Ela é reconhecida por ser a única representante legítima do povo palestino de acordo com Israel.Além de suas partipações políticas, ela é um dos símbolos do nacionalismo palestino.

Brasão de armas do Estado da Palestina

## Objetivos

### Estado palestino
A proposta para um Estado palestino se refere em uma criação de um Estado independente para o povo palestino na terra que foi ocupada por Israel na Guerra dos Seis Dias em 1967.As propostas incluem a Faixa de Gaza, que é controlada pela facção Hamas da Autoridade Nacional Palestiniana, a Cisjordânia, que é administrada pela facção Fatah da Autoridade Nacional Palestiniana, e Jerusalém Oriental, que é controlada por Israel sob uma reivindicação de soberania.

### Conceitos e eventos:
- Estado da Palestina
- História da Palestina
- Revolta árabe de 1936–1939
- Declaração de Independência da Palestina
- Palestina (região)
- Violência política palestina

### indivíduos:
- Abd al-Qader al-Husseini (1907–1948), líder militar
- Musa al-Husayni (1853–1934), prefeito de Jerusalém
- Edward Said (1935–2003), filosófico, acadêmico e crítico literario[7]